# Церемония открытия летних Олимпийских игр 2020
Церемония открытия летних Олимпийских игр 2020 состоялась вечером в пятницу 23 июля 2021 года на Японском национальном стадионе в Токио. Она началась в 20:00 по местному времени. Представление называлось «Движение вперёд». Игры официально открыл император Японии Нарухито. Огонь XXXII летних Олимпийских игр на стадионе зажгла японская теннисистка Наоми Осака, вторая ракетка мира.
На церемонии открытия присутствовало 950 официальных лиц, в том числе главы 15 государств и международных организаций. Болельщиков на мероприятии не было из-за пандемии COVID-19.
Во время церемонии была объявлена минута молчания в память об убитых израильских спортсменах на Олимпиаде 1972 года в Мюнхене.

## Парад наций
На церемонии открытия летних Олимпийских игр 2020 порядок выхода сборных был немного изменён.
Греция, как основоположница Олимпийских игр, традиционно вышла первой. Следом — Олимпийская сборная беженцев, принимавшая участие второй раз в истории и ранее выходившая на парад предпоследней. В сборную вошли 29 атлетов из 11 стран, участвующих в 12 видах спорта под флагом и гимном Международного олимпийского комитета. Знаменосцами стали сирийский пловец Юрса Мардини и марафонец из Эритреи Тахловини Габриесос.
Далее команды выходили в последовательности, соответствующей японскому алфавиту — годзюону (на предыдущих Олимпийских играх, проводившихся в Японии, использовался английский алфавит).
Впервые в истории церемоний открытия страны, которые примут следующие Олимпийские игры, Франция (2024) и Соединённые Штаты Америки (2028), прошли перед выступлением принимающей страны Японии, которая по традиции закрывает шествие.
Сборная Олимпийского комитета России (ОКР) появилась под 77-м номером после Сан-Марино и перед Сьерра-Леоне. В церемонии открытия приняли участие порядка 60 атлетов. Делегацию возглавил президент ОКР Станислав Поздняков. Знаменосцами стали фехтовальщица Софья Великая и волейболист Максим Михайлов.
Во время парада на фоне играла музыка из классических японских игр: Dragon Quest, Final Fantasy, Monster Hunter, Sonic the Hedgehog и т.п.
В соответствии с рекомендацией оргкомитета игр, на параде спортсменов флаги стран несли мужчина и женщина, подчёркивая равноправие полов.

## Скандалы
Композитор церемонии открытия Олимпиады в Токио подал прошение об отставке из-за скандала.
Во время церемонии открытия Игр тысячи местных жителей, в том числе большое количество медиков собрались около главного стадиона, организовав акцию протеста против проведения Олимпийских игр 2020 в разгар пандемии коронавируса.